# 千秋楽

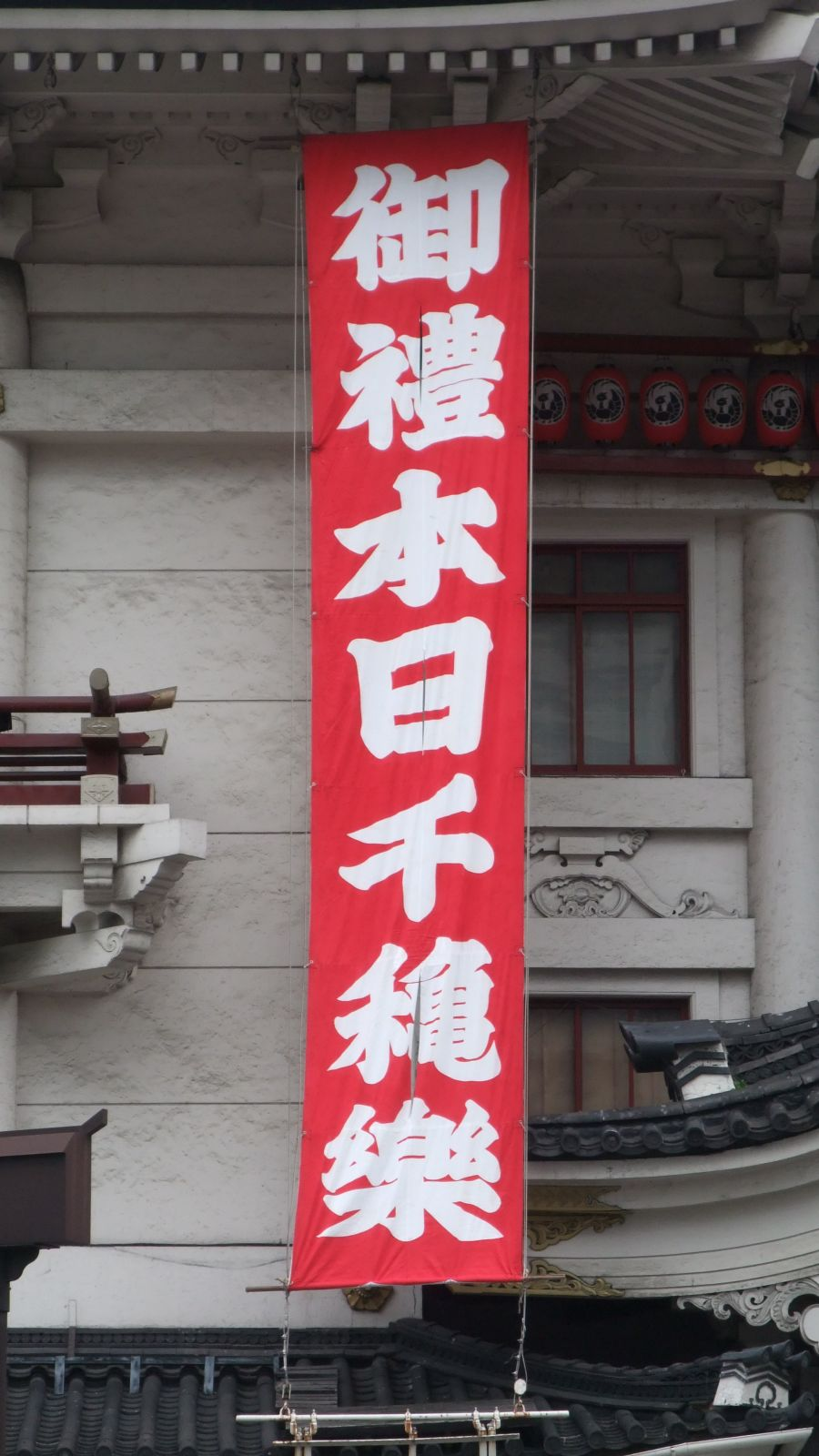
歌舞伎座の懸垂幕

千秋楽（せんしゅうらく、異体字 : 千穐楽、千龝楽）は、複数日にわたって同じ演目を行う興行において、「最終日」を指す業界用語。縮めて楽日（らくび）や楽（らく）ともいわれる。本来は江戸期の歌舞伎や大相撲における用語だったが現在では広く演劇や興行一般で用いられている。転じて、物事の終わりや最後を意味する。
これにちなみ、千秋楽の前日、もしくはひとつ前に行われる公演は前楽（まえらく）という。また、ひとつの演目で各地を巡業した場合、最後の公演地で行われる千秋楽の公演を、特に大千秋楽（おおせんしゅうらく）、略して大楽（おおらく）ともいうことがある。
「千穐楽」など異体字での表記は「秋」の文字にある「火」を忌んで、同音にもなる音符亀に置き換えたものである。これは、江戸時代の芝居小屋は特に出火や延焼に悩まされることが多かったための忌避である。

## 語源
千秋楽の語源は諸説あるが、
1. 雅楽を演奏する際、1日の最後の曲には祝言の意味から「千秋楽」を演奏することが多かったという古い風習[1]
2. 能の付祝言において、「高砂」キリの「千秋楽は民を撫で」以下が謡われることが多かったため[1]

とする説が一般的である。いずれにしろ地口の一種であり、雅楽や能の曲目と直接の関係があるわけではない。

## 風習
興行の中で、初日・中日（なかび）・千秋楽の3日が特に重要な日として考えられており、出演者が互いに楽屋を訪れ挨拶するなどの習慣がある。現在では儀礼が簡略化され、中日の挨拶などは略されることが多いが、初日と千秋楽は重要視されている。
歌舞伎や商業演劇のように、一座の座頭や花形役者が明確に決まっている場合、下回りの役者に対して座長が振る舞いをする習慣もある。興行における一座の一体感を確認し、共にひとつの舞台をつくりあげてきたことを喜び合う日として、千秋楽は独自の意味を持っているといえ、商業的な演劇でなくともこの日にいわゆる「打ち上げ」が行われることも多い。

## 特色
千秋楽の日の舞台は歌舞伎などにおいては役者のふざけや冗談が許されるという不文律があり、芝居の流れを壊さない程度で、しゃれやいたずらを用意して共演者をからかうこともある。これをそそりという。立役と女形またはベテラン役者と若手が役を入れ替えて上演する「天地会」を行ったりすることもある。
その時限りの台詞や演出の変更があったり、アドリブをきかせたり、サプライズゲストが登場したりすることがある。また、カーテンコールで俳優が謝辞などを述べることもある。そのため千秋楽の公演は人気があり、他の公演日に先駆けて前売りチケットが売切れになったり、人気公演ではプレミア化することもある。

### 大相撲
大相撲においては、1909年（明治42年）の両国国技館開館以前は、千秋楽は幕内力士は出場しないしきたりがあった（当時は10日制で9日出場）。また、この日だけは女性が公然と観戦できるというならわしもあった。ただし、江戸時代の看板大関の場合、千秋楽だけに看板大関同士の取組が組まれることもあった。
千秋楽の取組の最後の3番を「これより三役」と呼ぶ。この3番に登場する力士は、呼び上げとともに東西各3人が同時に上がり、拍手を打ち、四股を踏む。この所作を「三役そろい踏み」と呼ぶ。